# American Songwriter
American Songwriter est un magazine bimestriel consacré à l'écriture de chansons.
Fondé en 1984, il propose des interviews, des conseils d'écriture, des actualités, des critiques et un concours de paroles,. Le magazine est basé à Nashville dans le Tennessee.

## Présentation
L'équipe d' American Songwriter se concentre sur la réalisation de l'objectif initial du magazine tel qu'énoncé dans le premier numéro d'août 1984 : produire un magazine perspicace et intellectuellement intrigant sur l'art et les histoires de l'écriture de chansons.
American Songwriter couvre tous les genres musicaux. Au fil des années, les numéros ont présenté, entre autres, Garth Brooks, Bob Dylan, Poison, Clint Black, John Denver, Smokey Robinson, Wilco, Bon Jovi, Willie Nelson, Billy Joel, Kris Kristofferson, John Mellencamp, Richard Marx, Drive-By Truckers, Paul McCartney, Elton John, Beck, Dolly Parton, Eric Clapton, R.E.M., Weezer, Death Cab for Cutie, Ryan Adams, Jimmy Buffett, Merle Haggard, Rob Thomas, Toby Keith, Eddie Rabbitt (en), Roger Miller, Public Enemy, Sheryl Crow, James Taylor, Ray LaMontagne, Tom Petty, Neil Diamond, Zac Brown Band, Kings of Leon, Neil Young, My Morning Jacket ou encore Taylor Swift.

## Histoire
En 2004, le magazine, précédemment publié par Jim Sharp, est vendu à un groupe d'investissement basé à Mobile, en Alabama. En 2011, Albie Del Favero, fondateur de la Nashville Scene, rejoint l'équipe comme co-éditeur et président de sa société mère ForASong Media, LLC. Depuis 2004, American Songwriter est passé d'un tirage de 2 000 exemplaires à plus de 30 000 en novembre 2013, et revendique un lectorat d'environ 90 à 95 000 par numéro et 150 à 200 000 visiteurs uniques sur le site AmericanSongwriter.com chaque mois. American Songwriter est distribué dans le monde entier.
Le magazine organise six concours de paroles bimensuels. Le gagnant de chaque concours reçoit une nouvelle guitare acoustique Gibson, un microphone Shure SM58 ainsi qu'un article dans le magazine. Le gagnant du grand prix annuel du concours 2014 a aussi remporté une séance de co-écriture avec Ashley Monroe et a pu enregistrer une démo dans un studio de Nashville.
En 2019, American Songwriter est acquis par Savage Media.
Une section spéciale du site Web, Songwriter U, se concentre sur le métier d'auteur-compositeur et comprend des articles sur la collecte de redevances, le marketing, les tournées, l'enseignement de la guitare et la technique lyrique.
Les annonceurs comprennent les fabricants d'instruments nationaux, les maisons de disques qui souhaitent faire connaître leurs auteurs-compositeurs-interprètes et leurs groupes, les éditeurs qui honorent les réalisations des auteurs, les studios de démonstration, les logiciels d'enregistrement et un groupe sélectionné d'entreprises non musicales qui positionnent leurs produits au sein de la culture musicale,.